# والتر بوكانان
والتر بوكانان (بالإنجليزية: Walter Buchanan)‏ هو لاعب كرة قدم بريطاني (وحمل سابقاً جنسية المملكة المتحدة لبريطانيا العظمى وأيرلندا) في مركز الهجوم، ولد في 1 يونيو 1855 في المملكة المتحدة، وتوفي في 11 نوفمبر 1926 في هامرسميث في المملكة المتحدة. شارك مع منتخب إنجلترا لكرة القدم. أما مع النوادي، فقد لعب مع Clapham Rovers F.C. ‏.

## وصلات خارجية
- والتر بوكانان على موقع قاعدة بيانات كرة القدم.إي يو (الإنجليزية)
- والتر بوكانان على موقع ناشيونال فوتبول تيمز (الإنجليزية)
- والتر بوكانان على موقع عالم كرة القدم.نت (الإنجليزية)